# 미노카야노역
미노카야노역(일본어: 箕面萱野駅, みのおかやのえき)은 오사카부 미노오시에 건설중인 기타오사카 급행 전철 난보쿠선 연장선의 역이다.
역 주변은 미노시시 등에 의해 카야의 중앙으로서 미노 큐즈 몰 등의 개발이 이루어지고 있다. 국도 171호와 접속한다.

## 역사
2024년 3월 23일 개통.

## 역 구조
섬식 홈 1면 2선 구조의 고가역이 된다. 홈 위에는 홈 도어와 대기실을 설치. 또한 미노 큐즈 몰과 직결하는 것 외에 버스 터미널도 설치된다.

### 승강장
| 번선 | 노선                             | 목적지                          |
| ---- | -------------------------------- | ------------------------------- |
| 1    | □ 기타오사카 급행 전철 난보쿠 선 | 신오사카・우메다・나카모즈 방면 |
| 2    | □ 기타오사카 급행 전철 난보쿠 선 | 신오사카・우메다・나카모즈 방면 |

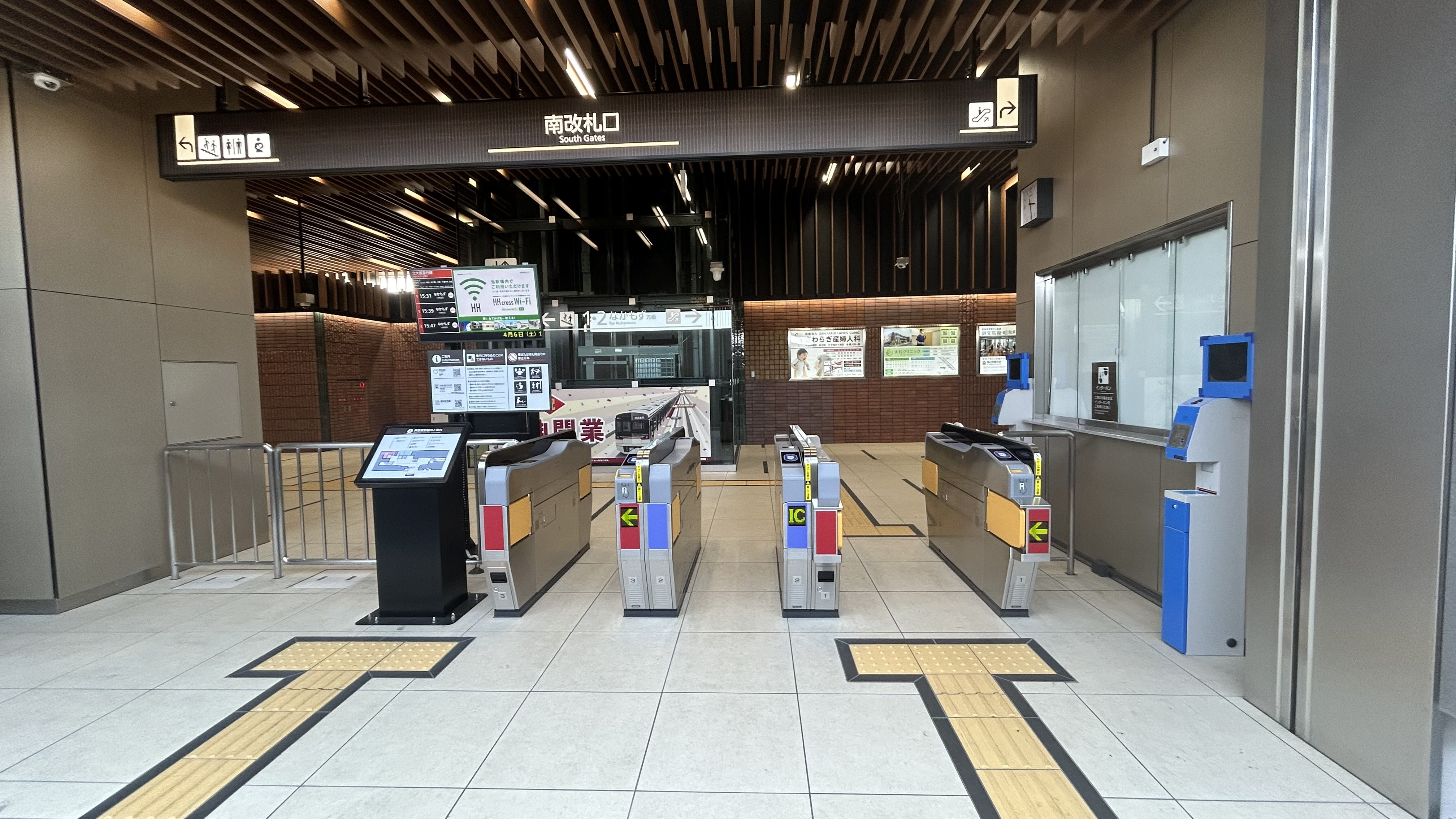
남구
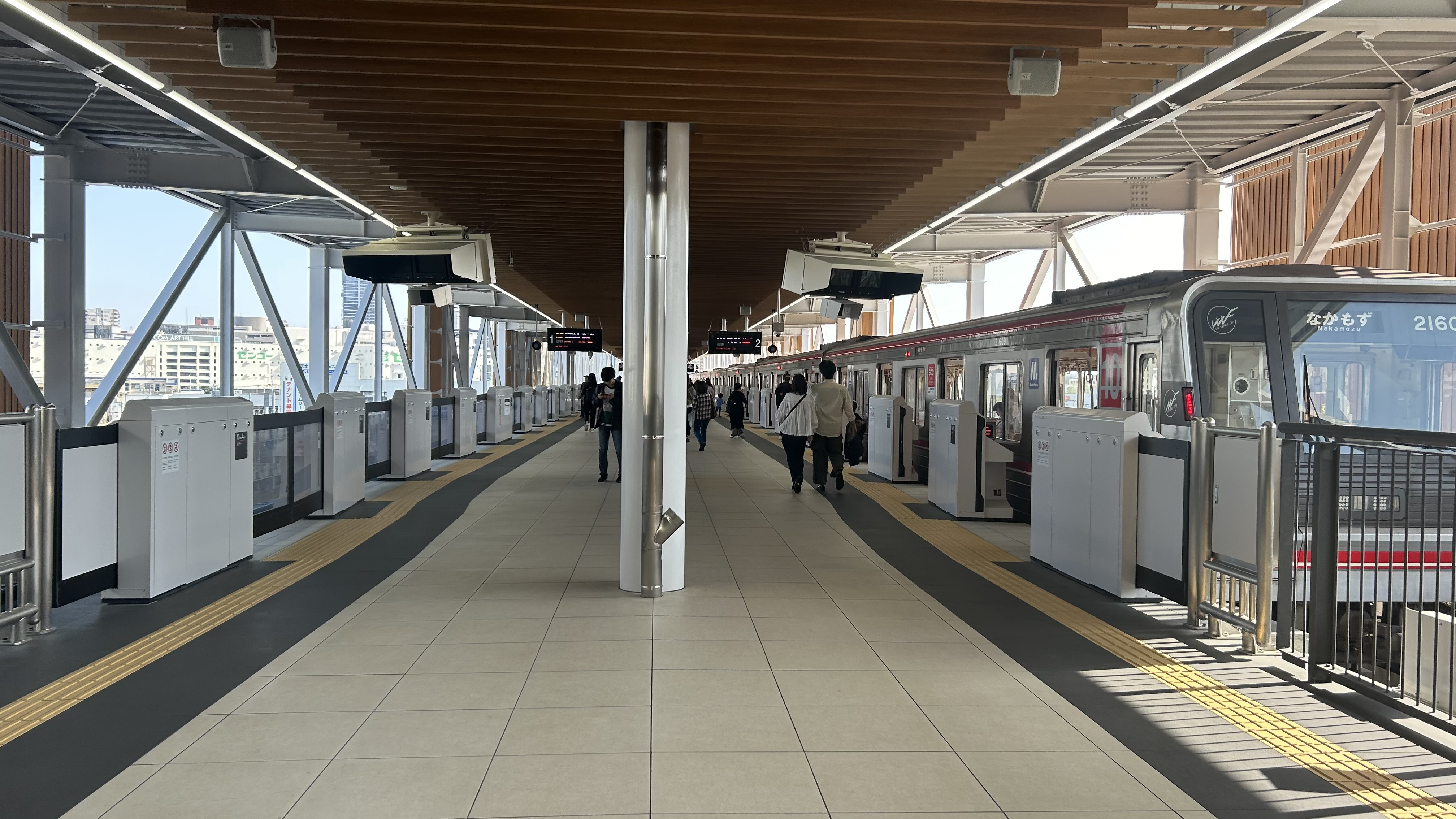
승강장

## 역 주변

### 공공 시설
미노시 시립 병원

### 상업 시설
미노 큐즈 몰
ABC 하우징 웰비 미노

## 버스
당역 개통에 따라 버스 터미널을 정비하고 한큐 버스의 각 노선이 출도착한다.
이 중 센리추오 출도착으로 하고 있던, 아야토선(아야토 니시역·아야토 아와 생방면), 미노모리마치선(미노모리마치 방면), 기타오사카 네오폴리스선(희망가오카 방면), 도요노니시선(히카리다이역 방면), 여의곡선(미노오시 시내선 여의곡 계통을 개칭, 여의곡 주택 방면)이 센리추오-당역 사이를 단축하여 당역 기점이 된다. 또한 미노오시 시내의 동서 방향을 강화하기 위해 아와 가야노선(당역 - 외원 마을, 오노하라 방면), 미노 오노하라선(오노하라 동쪽 - 당역 - 우바노사토)을 신설한다.
또, 역 남쪽에서 교차하는 국도 171호를 경유하는 이시바시선(한큐 이바라키시 역·JR 이바라키역-한큐 이시바시 한오마에역)은, 당역 근처의 “가야노 초등학교 앞” 정류장을 “미노오가야노역 남쪽 」로 개칭한다.

## 인접역
| □ 기타오사카 급행 전철 난보쿠 선 | □ 기타오사카 급행 전철 난보쿠 선 | □ 기타오사카 급행 전철 난보쿠 선       |
| -------------------------------- | -------------------------------- | -------------------------------------- |
| (시종착역)                       |                                  | M07 미노오센바한다이마에 나카모즈 방면 |